# منتخب كمبوديا تحت 17 سنة لكرة القدم
منتخب كمبوديا تحت 17 سنة لكرة القدم (بالإنجليزية:Cambodia national under-17 football team)، هي منتخب قومي لكرة القدم لمن يلعب تحت سن 17 سنة في كمبوديا، لم يوفق كمبوديا للتأهل لنهائيات كأس آسيا للناشئين والتي فشلت 6 مرات للوصول للبطولة الآسيوية تحت سن 17 سنة، بينما أكتفت بالمشاركة لبطولة كأس آسيان 6 مرات، وكانت أفضل نتيجة حققها المنتخب الكمبودي للناشئين هي تحقيقها للمركز الرابع.

## سجل المنافسة

### سجلبطولة آسيا للناشئين تحت 16 عاما
- 1985 إلى 1998- لم يشارك
- 2000- لم يتأهل
- 2002- لم يتأهل
- 2004- لم يتأهل
- 2006- لم يشارك
- 2008- استبعد
- 2010- لم يتأهل
- 2012- لم يتأهل
- 2014- لم يشارك
- 2016- لم يتأهل
- 2018- لم يتأهل

### سجلبطولة اتحاد آسيان تحت 16 سنة
- 2002: مرحلة المجموعات
- 2005: مرحلة المجموعات
- 2006:  لم يشارك
- 2007: مرحلة المجموعات
- 2008  [لغات أخرى]‏:  لم يشارك
- 2009  [لغات أخرى]‏:  ألغيت
- 2010  [لغات أخرى]‏:  لم يشارك
- 2011: مرحلة المجموعات
- 2012  [لغات أخرى]‏:  لم يشارك
- 2013  [لغات أخرى]‏: مرحلة المجموعات
- 2014:  ألغيت
- 2015  [لغات أخرى]‏: مرحلة المجموعات
- 2016  [لغات أخرى]‏: المركز الرابع
- 2017: مرحلة المجموعات